# Jakob Sulzer
Jakob Heinrich Sulzer (* 1. Januar 1908; † 5. Mai 1943 in der Zürich) war ein Schweizer Schauspieler. 

## Leben
Sulzer war der Sohn des Industriellen Robert Sulzer aus der Gründerfamilie des Industriekonzerns Sulzer AG und der Emma Sulzer-Forrer, einer Steinplastikerin. Er hatte früh den Traum, Schauspieler zu werden, und absolvierte eine Ausbildung an der Max-Reinhardt-Schule für Schauspiel in Berlin. Danach folgten befristete Engagements als Bühnenschauspieler in Deutschland. Nach 1933 trug er für die Bühne den mütterlichen Ledignamen Forrer wegen des möglicherweise in Deutschland als jüdisch angesehenen Namens Sulzer.
Nachdem er vor Ausbruch des Krieges in die Schweiz zurückgekehrt war, erhielt er ein Engagement am Schauspielhaus Zürich und spielte unter so berühmten Regisseuren wie Leopold Lindtberg, Franz Schnyder, Wolfgang Langhoff und Oskar Wälterlin. Er debütierte in einer Nebenrolle im Stück Pioniere, einer Heldengeschichte um den Flieger Oskar Bider, geschrieben im Rahmen der Geistigen Landesverteidigung von Jakob Bührer. In der Komödie Friedliche Hochzeit der britischen Autorin Esther McCracken stellte Sulzer den Jim Brent dar, in Dantons Tod von Georg Büchner den grausamen Präsidenten des Revolutionstribunals, in Jenny und der Herr im Frack von Georg Zoch die Nebenrolle eines Sängers neben weiblichen Stars wie Therese Giehse, Maria Becker und Anne-Marie Blanc. Im Lustspiel Am helllichten Tage von Paul Helwig gab er den Manfred Danhoff. Er spielte aber auch in Klassikern, zum Beispiel den französischen Botschafter Graf Bellievre in Schillers Maria Stuart, den Dr. Kegel in Gerhart Hauptmanns Die Ratten oder den Diener Simpel in William Shakespeares Die lustigen Weiber von Windsor. Ende 1940 verlor er aufgrund der Konkurrenz durch die zahlreichen, aus Deutschland geflüchteten Schauspieler seine Anstellung am Schauspielhaus. Er wurde im Ensemble des Stadttheaters St. Gallen aufgenommen, eines Theaters mit klar geringerem Renommee in der Provinz. Kleinere Auftritte hatte er noch im legendären Cabaret Cornichon.
Der Schweizer Film offerierte ihm in den nächsten Jahren mehrere Rollen in bekannten Produktionen. Seine erste Filmrolle erhielt er von Leopold Lindtberg im Klassiker Die missbrauchten Liebesbriefe nach der Novelle von Gottfried Keller an der Seite von Paul Hubschmid, Anne-Marie Blanc und Alfred Rasser. In den folgenden Jahren hatte er weitere Engagements in den Filmen Fräulein Huser (als Möller) von Leonard Steckel mit Emil Hegetschweiler, Ellen Widmann und Alfred Lohner, als Otto Helbling in Franz Schnyders Gilberte de Courgenay mit Rudolf Bernhard, Anne-Marie Blanc, Zarli Carigiet, Heinrich Gretler, Max Knapp und Erwin Kohlund, als Alexander Brenner in Max Hauflers Emil, me mues halt rede mitenand mit Emil Hegetschweiler und Walburga Gmür und schliesslich die Hauptrolle als Rico Häberli in Das Gespensterhaus mit Emil Hegetschweiler, Blanche Aubry, Therese Giehse und Alfred Rasser sowie als Dr. Senn in De Winzig simuliert mit Rudolf Bernhard. In seiner letzten Filmrolle spielte er 1942 den Hauptmann Kilchsperger in der Komödie Der Schuss von der Kanzel (Regie Leopold Lindtberg) an der Seite von Adolf Manz, Irene Naef, Leopold Biberti, Fred Tanner und Zarli Carigiet.
1943 erschoss er sich, tags darauf beging auch sein Lebenspartner Selbstmord. Die Beweggründe für den Selbstmord von Jakob Sulzer sind nicht bekannt.

## Filmografie
- 1940: Die missbrauchten Liebesbriefe
- 1940: Fräulein Huser
- 1941: Gilberte de Courgenay
- 1941: Emil, mer mues halt rede mitenand
- 1942: Das Gespensterhaus
- 1942: De Winzig simuliert
- 1942: Der Schuss von der Kanzel